# Odilon van Piependale
Baron Odilon van Piependale is een personage uit de Vlaamse stripreeks Jommeke. Hij is een man van adel en een vriend van Jommeke. 

## Omschrijving
Odilon van Piependale is een baron die voor het eerst voorkomt in het album De zeven snuifdozen wanneer hij zich verlooft met gravin Elodie van Stiepelteen. In het volgende album zijn ze al getrouwd. Het is een hecht koppel dat door hun leeftijd geen kinderen meer krijgt. 
Odilon is in alles het tegenbeeld van zijn vrouw. Hij is klein van gestalte, nauwelijks groter dan Jommeke en zijn vrienden. Flip en anderen lachen daarom vaak eens met zijn grootte. Hij is heel klassiek gekleed. Doorgaans draagt hij een gele gilet onder zijn zwarte jas met zwaluwstaart. Zijn boordkraag valt op, net zoals zijn lakschoenen. Zijn opvallendste kenmerken zijn zijn zwarte bolhoed die hem iets groter maken en zijn monocle. Hij is kaal, maar heeft wel een grote zwarte snor.
Odilon springt altijd in de bres voor zijn Elodie die doorheen de reeks wel honderden koosnaampjes krijgt, die niet altijd bij haar robuuste figuur passen. Vanaf album 96 heeft Odilon ook een hond, Tobias, waarop hij nu en dan eens rijdt. Odilon is de laatste telg van zijn adellijk geslacht dat volgens album 117 ooit een kasteel in Oostenrijk moet gehad hebben. Hij behoort tot de verarmde adel, maar is door zijn huwelijk rijk geworden. Hij woont op het kasteel van zijn echtgenote in Zonnedorp.

## Albums
Baron Odilon van Piependale komt voor in volgende albums : De zeven snuifdozen, Het rode oog, ...